# Acemhöyük
Acemhöyük est un site archéologique de Turquie, localisé à 18 kilomètres au nord-ouest de la ville moderne d'Aksaray, dans la province du même nom, sur la rive sud du Lac Salé. Fouillé dans les années 1960 et 1980 par des équipes d'archéologues turques, il a révélé des ruines essentiellement datées de la période de l'Âge du bronze moyen (c. 2000-1700 av. J.-C.). Les plus anciens niveaux remontent au Chalcolithique (IVe millénaire av. J.-C.), et les plus récents datent de l'époque hellénistique et de l'époque romaine.
Le site d'Âge du bronze moyen est une ville importante dominée par un édifice palatial organisé autour de deux grands ensembles, Sarıkaya qui comprend surtout le secteur résidentiel et public, et Hatipler Tepesi qui comprend des magasins où ont été retrouvées des grandes jarres (pithoi). Ces trouvailles éclairent le fait que ce site était en relation commerciales voire diplomatique avec des régions lointaines, puisque des impressions de sceaux-cylindres portent des noms de personnages du royaume de Karkemish ou de celui de Royaume de Haute Mésopotamie qui domine une grande partie de la Syrie et du Nord de la Mésopotamie dans la première moitié du XVIIIe siècle av. J.-C. D'autres trouvailles indiquent des relations avec la Mésopotamie méridionale et même le golfe Persique. Acemhöyük était alors sans doute la capitale d'une des nombreuses principautés qui se partageaient l'Anatolie centrale, à une époque où celle-ci était parcourue par des marchands assyriens, bien connus par les archives exhumées à Kültepe, l'antique Kanesh. Certaines des résidences privées repérées à Acemhöyük ont pu faire partie d'un quartier (karum) hébergeant ces marchands comme dans d'autres sites anatoliens contemporains. L'identification d'Acemhöyük parmi les noms de villes attestés dans les tablettes de cette période n'est pas assurée : on privilégie généralement une identification avec Burushattum (plus tard Purushanda), capitale d'un royaume important à cette période, mais cela est loin d'être certain.